# Dioscorea megacarpa
Dioscorea megacarpa là một loài thực vật có hoa trong họ Dioscoreaceae. Loài này được Gleason mô tả khoa học đầu tiên năm 1925.